# Nosoderma plicatum
Nosoderma plicatum là một bọ cánh cứng thuộc họ Zopheridae.